# Борисав Бора Симић
Борисав Бора Симић (Глушци, Богатић, 27. септембар 1929 – Београд, 3. јануар 2016) био је српски песник.

## Биографија
Борисав Бора Симић је рођен на Крстовдан, 27. септембра 1929. године, у мачванском селу Глушци. Завршио је само четири разреда основне, али је много читао и самообразовао се.
Шездесетих година, заједно са Добрицом Ерићем, Даринком Јеврић, Момчилом Тешићем, Вукосавом Андрић, Миленом Јововић и Србољубом Митићем бива заступљен са већим бројем песама у антологијама и изборима песама у редакцији Драгише Витошевића, др Владете Кошутића и других, штампаних сем на српском и на италијанском, француском и шпанском језику. То су антологије: Орфеј међу шљивама (Крагујевац,1963), Цветник српских сељака песника, (Просвета, Београд, 1967), Ризничари земље, (Чачак), Антологија песама Шапчана и Подринаца, (Шабац, 1994) и Српска сеоска поезија (на француском, у преводу песникиње Франсоаз Хан).
Преминуо је 3. јануара 2016. године у Београду, а сахрањен на месном гробљу у Глушцима.

## Дела
- 1 Гвоздено детињство (1995)
- 2. Озарје (1996)
- 3. Локвањ који слика Битву (2008)